# Midden-Brabantse dekzandrug
De Midden-Brabantse dekzandrug is een tientallen kilometers lange dekzandrug die grotendeels in het oosten van de Nederlandse provincie Noord-Brabant ligt. De zuidwestelijke punt ligt in de Belgische provincie Antwerpen.
Het zand is afgezet op het einde van het Weichselien, toen er ter plaatse een poolwoestijn was en het zand niet werd vastgehouden door vegetatie en dus vrijelijk door de wind getransporteerd kon worden. Daarom ligt deze rug ook in de overheersende windrichting, namelijk van zuidwest naar noordoost.
De rug is tientallen kilometer lang en een vijftal kilometer breed, plaatselijk nog breder. De rivieren Dommel en Aa, die min of meer de Roerdalslenk volgden in noordwestelijke richting, werden door deze rug geblokkeerd en daar ter plaatse boog hun loop in noordelijke richting af, om verder stroomafwaarts weer in meer westelijke richting te stromen. Ook de Kleine Beerze, Groote Beerze en Reusel, die van het Kempens Hoog afstromen, doorsnijden de rug.
Aangezien de waterloop hier stagneerde, ontstonden overstromingsdalen met broeklandschappen en werd er ter plaatse veel fluviatiel leem afgezet.
De Midden-Brabantse dekzandrug vangt aan in de omgeving van Arendonk, loopt ten noorden van Hooge Mierde en Lage Mierde, omvat Landgoed de Utrecht, de Mispeleindse Heide, de Neterselse Heide, de Landschotse Heide, de Oirschotse Heide, de Nieuwe Heide, de Sonse Heide, de Sonse Bergen, het Vresselse Bos, de Lieshoutse Heide, Lijnt, Het Geregt en Het Hurkske voorbij Boerdonk, waar de rug een einde vindt.

## Donken
Diverse plaatsen op en bij de rug bevatten het toponiem donk, dat verwijst naar de landvorm donk, een zandige opduiking in moerassig terrein: Arendonk, Spoordonk, Donk, Beek en Donk, Boerdonk en Keldonk. De donken hoeven niet gevormd te zijn als onderdeel van deze rug, maar ontstaan wel op plaatsen waar de wind vrij spel heeft. Moerassen kunnen ontstaan waar stilstaand of traag stromend water voorhanden is, zoals bij geblokkeerde waterlopen. 